# Les Adrets-de-l'Estérel
 Les Adrets-de-l'Estérel  es una población y comuna francesa, en la región de Provenza-Alpes-Costa Azul, departamento de Var, en el distrito de Draguignan y cantón de Fréjus.

## Demografía
| 351 | 441 | 275 | 331 | 266 | 223 | 257 | 320 | 361 | 424 | 684 | 1474 | 2063 |
| Para los censos de 1962 a 1999 la población legal corresponde a la población sin duplicidades (Fuente: INSEE [Consultar]) |     |     |     |     |     |     |     |     |     |     |      |      |